# Promise This
"Promise This" é uma canção da cantora britânica Cheryl Cole, gravada para o seu segundo álbum de estúdio Messy Little Raindrops. Foi lançada a 24 de Outubro de 2010 como single de avanço do disco pela Fascination Records. Foi escrita e produzida por Wayne Wilkins, com auxílio na composição por Priscilla Hamilton e Christopher Jackson. A música entrou directamente para a liderança da UK Singles Chart vendendo mais de 157,210 cópias. Em Junho de 2012, "Promise This" já tinha vendido 427,262 unidades em território britânico.